# Guerra de la frontera de Sud-àfrica
La Guerra de la frontera de Sud-àfrica (anglès: South African Border War), també coneguda com la Guerra de la Independència de Namíbia (anglès: Namibian War of Independence), i de vegades a Sud-àfrica com la Guerra salvatge d'Angola (anglès: Angolan Bush War), va ser un conflicte majoritàriament asimètric que es va produir a Namíbia (llavors Àfrica del Sud-oest), Zàmbia i Angola entre el 26 d'agost del 1966 i el 21 de març de 1990. Els principals bàndols en conflicte van ser la Força de Defensa de Sud-àfrica (SADF), d'una banda, i l'Exèrcit Popular d'Alliberament de Namíbia (People's Liberation Army of Namibia, PLAN), un ala armada de l'Organització del Poble del Sud-Oest Africà (South West African People's Organisation, SWAPO), de l'altra. La guerra de la frontera de Sud-àfrica va provocar algunes de les batalles més importants del continent africà des de la Segona Guerra Mundial, i va estar estretament relacionada amb la Guerra Civil angolesa.
Després de dècades de peticions infructuoses davant les Nacions Unides i el Tribunal Internacional de Justícia demanant la independència de Namíbia, la SWAPO va formar el PLAN l'any 1962 amb l'assistència de la Unió Soviètica, la República Popular de la Xina i estats africans afins com Tanzània, Ghana i Algèria. Els combats entre el PLAN i les autoritats sud-africanes van esclatar l'agost de 1966. Entre el 1975 i el 1988 les forces armades sud-africanes van realitzar ràtzies a gran escala tant a Angola com a Zàmbia per eliminar bases d'operacions avançades del PLAN. A més, va desplegar unitats especialitzades en contrainsurgència com els Koevoet o el Batalló 32, entrenats per desenvolupar reconeixement extern i seguir els moviments de la guerrilla.
A mesures que el conflicte s'intensificava, les tàctiques de les forces sud-africanes també es van tornar més agressives. Les incursions de les forces suf-africanes van produir diverses baixes entre els angolesos, i a vegades van provocar danys col·laterals en instal·lacions econòmiques considerades vitals per l'economia angolesa. Per aturar aquests atacs, així com per debilitar la naixent aliança entre les forces sud-africanes i la Unió Nacional per a la Independència Total d'Angola (UNITA), la qual estava essent armada per la primera amb material capturat al PLAN, la Unió Soviètica va donar suport a les Forces Armades Populars d'Alliberament d'Angola (FAPLA) mitjançant un llarg contingent d'assessors i fins a 4.000 milions de dòlars en tecnologia de defensa moderna durant la dècada de 1980. BA partir del 1984, les unitats regulars angoleses, comandades per experts soviètics, tenien la confiança suficient per fer front a les forces sud-africanes. La seva posició també va rebre el suport de milers de tropes cubanes. L'estat de guerra entre Sud-àfrica i Angola va acabar, breument, en els acords de Lusaka, però va retornar l'agost de 1985, ja que tant el PLAN com la UNITA havien aprofitat l'estat d'alto-al-foc per intensificar les seves pròpies activitats guerrilleres, provocant una nova fase en les operacions de combat de les FAPLA que culminarien en la batalla de Cuito Cuanavale. La guerra de la frontera de Sud-àfrica va acabar, virtualment, mitjançant l'Acord Tripartit, amb la mediació dels Estats Units d'Amèrica, que obligava a la retirada del personal militar cubà i sud-africà d'Angola i Àfrica del sud-oest, respectivament. El PLAN va iniciar la seva darrera campanya guerrillera a finals del març de 1989. L'Àfrica del sud-oest va rebre la seva independència formal com la República de Namíbia l'any següent, el 21 de març de 1990.
Tot i que es va combatre, principalment, en estats veïns, la guerra de la frontera de Sud-àfrica va tenir un impacte molt destacat tant en la política com en la cultura de la societat sud-africana. El govern apartheid del país havia destinat considerables esforços per presentar la guerra com un programa de conteniment regional contra l'expansionisme soviètic, utilitzant-la per enfortir el sentiment anticomunista entre la població. Encara avui dia consisteix un tema integral de la literatura sud-africana, principalment amb obres escrites en llengua afrikaans, donant pas a un gènere literari conegut com a grensliteratuur (traduït directament com "literatura de frontera").

## Nomenclatura
S'han donat diversos noms al conflicte no declarat que va desenvolupar Sud-àfrica a Angola i Namíbia (aleshores Àfrica del Sud-oest) entre mitjans de la dècada de 1960 i finals de la de 1980. El concepte "guerra de la frontera de Sud-àfrica" s'ha utilitzat, habitualment, per descriure la campanya militar desenvolupada per l'Exèrcit Popular d'Alliberament de Namíbia (PLAN), que va prendre la forma del sabotatge i la insurgència rural, així com les ràtzies externes realitzades per tropes sud-africanes en suposades bases del PLAN tant a Angola com a Zàmbia, de vegades provocant combats convencionals contra les Forces Armades Populars d'Alliberament d'Angola (FAPLA) i els seus aliats cubans. La situació estratègica encara es va complicar més pel fet que Sud-àfrica va ocupar grans porcions d'Angola durant llargs períodes, donant suport a Unió Nacional per a la Independència Total d'Angola (UNITA), provocant que la "guerra de la frontera" s'anés constituint en inseparable de la paral·lela Guerra Civil angolesa.
El concepte de "guerra de la frontera" va entrar al discurs públic de Sud-àfrica a finals de la dècada de 1970, essent adoptat des d'aleshores per part del partit governant al país, el Partit Nacional. Com a conseqüència de la naturalesa encoberta de la majoria d'operacions realitzades per la Força de Defensa de Sud-àfrica a Angola, es va preferir aquest terme per evitar fer cap referència a la realització d'enfrontaments dins de territori sud-africà. Tot i que es discuteixen les tàctiques realitzades en diversos enfrontaments, la majoria d'historiadors militats identifiquen el conflicte simplement com la "guerra salvatge" ("bush war" en anglès).
L'Organització del Poble del Sud-Oest Africà (South West African People's Organisation, SWAPO) ha descrit aquest conflicte com la guerra namíbia d'alliberament nacional o el conflicte namibi d'alliberament. En el context de Namíbia, també es parla de Guerra namíbia d'Independència. No obstant, aquests conceptes han estat criticats per ignorar les més àmplies implicacions regionals de la guerra, així com el fet que el PLAN estava basat i realitzava la majoria d'accions des de països diversos, a part de la pròpia Namíbia.

## Antecedents
Namíbia havia estat governada amb el nom d'Àfrica Sud-occidental Alemanya, una colònia de l'Imperi Alemany, fins a la Primera Guerra Mundial, moment en què va ser envaïda i ocupada per les forces aliades dirigides pel general Louis Botha. Després de l'armistici de l'11 de novembre de 1918, es va imposar un sistema de mandats per part de la Societat de Nacions per governar els territoris africans i asiàtics que fins aquell moment havien estat en possessió d'Alemanya i de l'Imperi Otomà. Aquest sistema de mandats va ser establert com un compromís entre aquells que advocaven per una annexió, per part dels aliats, dels antics territoris alemanys i turcs, i aquells que consideraven que s'havia d'establir un sistema de control internacional fins que aquests territoris es poguessin governar per si mateixos.
Tots els antics territoris alemanys i turcs van ser classificats en tres tipologies de mandats diferents: els mandats de classe "A", situats predominantment a l'Orient mitjà; els mandats de classe "B", que incloïa els territoris situats a l'Àfrica central; i els de classe "C", que agrupava les zones menys habitades o menys desenvolupades entre les colònies alemanyes: l'Àfrica del sud-oest, la Nova Guinea Alemanya i les illes del Pacífic.
A causa de la seva mida petita, la llunyania geogràfica, la baixa densitat de població o la contigüitat física del propi mandat, els de classe "C" podien ésser administrats directament com a províncies integrals dels països als quals eren confiats. No obstant, la designació d'un mandat per part de la Societat de Nacions no conferia plena sobirania, només la responsabilitat d'administrar aquell territori. En principi, els països mandants només havien de retenir aquestes antigues colònies "en benefici" dels seus habitants, fins que aquests estiguessin prou preparats per exercir l'autodeterminació. Sota aquestes condicions, Japó, Austràlia i Nova Zelanda van rebre mandats sobre les illes del Pacífic, i la Unió Sud-africana va rebre l'Àfrica del sud-oest.
Aviat, però, es va fer evident que el govern sud-africà havia interpretat el mandat com una annexió velada. El setembre de 1922, el primer ministre sud-africà, Jan Smuts, va testificar davant de la Comissió sobre Mandats de la Societat de Nacions que l'Àfrica del sud-oest estava essent incorporada completament a la Unió, i que hauria de ser considerada, davant de tots els motius pràctics, com la cinquena província de Sud-àfrica. Segons Smuts, això constituïa una "annexió en tot menys en el nom".
En el transcurs de les dècades de 1920 i 1930, la Societat de Nacions es va queixar que de tots els poders mandants, Sud-àfrica era el que s'havia saltat més vegades les condicions del seu mandat. Les autoritats sud-africanes van remetre poques memòries a la Societat de Nacions exposant el desenvolupament de l'Àfrica del sud-oest, i els que rebien sovint eren fragmentats o incomplets. La Comissió sobre els Mandats va vetar diverses decisions polítiques ambicioses del govern sud-africà, com ara la proposta de nacionalitzar els ferrocarrils de l'Àfrica del sud-oest o l'alteració de les fronteres preexistents. També es va criticar la despesa desproporcionada que Sud-àfrica va realitzar en favor de la població blanca, la qual el govern considerava obligatòria, ja que els blancs de l'antiga colònia eren els qui pagaven més impostos. La Societat va adoptar l'argument que cap segment de la població d'un mandat podia rebre més ajuts que una altra, i que les condicions en les que s'havia garantit aquest mandat no feien provisió de cap obligació especial cap als blancs. També es va destacar que hi havia poca evidència de progrés amb relació a l'autodeterminació política; poc abans de la Segona Guerra Mundial, la Societat de Nacions i Sud-àfrica es mantenien punts distants en la seva disputa.

### Legalitat de l'Àfrica del sud-oest (1946–1960)
Després de la Segona Guerra Mundial, Jan Smuts va liderar la delegació sud-africana a la Conferència de les Nacions Unides sobre Organització Internacional. Com a resultat d'aquesta conferència, la Societat de Nacions va ser formalment substituïda per les Nacions Unides (ONU), i l'anterior sistema de mandats per un sistema de tutelatge. L'article 77 de la Carta de les Nacions Unides exposa que el tutelatge de l'ONU "s'ha d'aplicar... en aquells territoris que ara es trobin sota un mandat"; a més, seria "motiu d'acord posterior definir quins territoris d'entre aquests serien definits segons el nou sistema de tutelatge i en quines condicions". Smuts no confiava gaire en el nou sistema de tutelatge, principalment a causa de la vaga terminologia de l'article 77. Heaton Nicholls, l'alt comissari sud-africà al Regne Unit i membre de la delegació de Smuts a la ONU, es va adreçar a l'Assemblea General de les Nacions Unides el 17 de gener de 1946.
Nicholls va exposar que la incertesa legal de la situació de l'Àfrica del sud-oest estava retardant el desenvolupament i desencoratjant les inversions estrangeres; no obstant, en aquell moment l'autodeterminació era impossible, ja que el territori es trobava subdesenvolupat i molt poc poblat per funcionar com un estat independent fort. Va exposar que aquests factors s'havien de prendre en consideració abans de determinar l'estatus futur de l'Àfrica del sud-oest. En la segona part de la primera sessió de l'Assemblea General, el micròfon va passar a mans de Smuts, el qual va declarar que el mandat era part escencial del territori i del poble de Sud-àfrica. Smuts va informar a l'Assemblea General que el territori ja havia estat incorporat completament a Sud-àfrica, i que una annexió sancionada per la ONU només era una mera formalitat.
La petició de la delegació de Smuts per donar per finalitzat el mandat i per rebre el permís per annexar l'Àfrica del sud-oest no va ser ben rebuda per l'Assemblea General. Cinc països, entre els que es trobaven tres dels principals poders colonials, havien acceptat cedir els seus mandats sota el sistema de tutelatge de la ONU, com a mínim en principi; només Sud-àfrica s'hi va oposar. La majoria dels delegats insistien en què era poc desitjable donar suport a l'annexió d'un territori sota mandat, especialment quan tota la resta havien entrat al sistema de tutela. Trenta-set estats membres van votar bloquejar l'annexió de l'Àfrica del sud-oest per part de Sud-àfrica, mentre que nou es van abstenir.
A Pretòria, els polítics de dretes van reaccionar amb ràbia davant del què percebien com una interferència no demanada de la ONU a l'estatus de l'Àfrica del sud-oest. El Partit Nacional va adoptar una posició contrària a la ONU, decretant l'organisme com un cos no apte per mediar amb les polítiques sud-africanes o discutir la seva administració del mandat. Un portaveu del Partit Nacional, Eric Louw, va exigir que l'Àfrica del sud-oest fos annexada de manera unilateral. En el transcurs de les eleccions generals de 1948, el Partit Nacional va arribar al poder, nomenant primer ministre a Daniel Malan. Aquest, preparat per adoptar una postura més agressiva amb relació a l'annexió, va nomenar Louw ambaixador davant de les Nacions Unides. En el marc d'un parlament realitzat a Windhoek, Malan va reiterar la posició del seu partit, exposant que Sud-àfrica annexaria el mandat abans de rendir-lo a un tutelatge internacional. L'any següent es va publicar una declaració formal a l'Assemblea General on es proclamava que Sud-àfrica no tenia cap intenció de fer complir la tutela, ni estava obligada a publicar nova informació o informes en relació amb la seva administració. Simultàniament, el parlament sud-africà va aprovar la Llei d'Afers Administratius de l'Àfrica del Sud-oest (1949). La nova legislació donava als blancs de l'Àfrica del sud-oest representació parlamentària i els mateixos drets polítics que els blancs de Sud-àfrica.
La resposta de l'Assemblea General va ser cedir el cas al Tribunal Internacional de Justícia (TIJ), que havia de publicar una opinió consultiva sobre la condició internacional de l'Àfrica del sud-oest. El TIJ va sentenciar que l'Àfrica del sud.oest encara estava essent governada com un mandat; així, Sud-àfrica no estava obligada legalment a cedir el territori al sistema de tutelatge de les Nacions Unides si abans no reconeixia que el sistema de mandats havia estat consumit però, tot i així, encara estava lligada a les provisions del sistema de mandats original. En resum, aquesta sentència significava que Sud-àfrica no tenia poders per modificar, unilateralment, l'estatus de l'Àfrica del sud-oest. Malan i el seu govern van rebutjar l'opinió del tribunal per considerar-la irrellevant. Les Nacions Unides van formar un Comitè sobre Àfrica del sud-oest, el qual va emetre els seus propis informes independents, exposant l'administració i el desenvolupament del territori. Els informes del Comitè es van anar tornant cada vegada més durs amb els funcionaris sud-africans a partir del moment en què el Partit Nacional va imposar el seu sistema de segregació i estratificació racial —apartheid— a l'Àfrica del sud-oest.
El 1958 les Nacions Unides va establir el Comitè de Bones Administracions, que va continuar convidant a Sud-àfrica a cedir el territori de l'Àfrica del sud-oest al sistema de tutelatge. Aquest comitè va proposar la partició del mandat, permetent a Sud-àfrica l'annexió de la part meridional del país, mentre que l'obligava a acceptar o bé la independència del nord, inclosa la densament poblada regió d'Ovamboland, o bé l'administració per via del sistema de tutelatge internacional. Aquesta proposta, no obstant, va trobar-se amb l'oposició generalitzada de l'Assemblea General, amb cinquanta-cinc estats votant en contra. A partir d'aleshores es va rebutjar qualsevol solució que suposés la partició de l'Àfrica del sud-oest.

### Oposició interna al govern de Sud-àfrica
L'estructuració d'una oposició interna a l'apartheid va tenir un paper intrumental en el desenvolupament i militància del moviment nacionalista a l'Àfrica del sud-oest entre mitjans i finals de la dècada de 1950. El 1952 va tenir lloc la Campanya de Desafiament, un seguit de protestes no violentes liderades pel Congrés Nacional Africà contra les lleis de trànsit, inspirades en la formació dels sindicats estudiantils de l'Àfrica del sud-oest que s'oposaven a l'apartheid. El 1955, els seus membres van organitzar l'Associació Progressista del Sud-oest Africà (South West African Progressive Association, SWAPA), dirigida per Uatja Kaukuetu, i amb l'objectiu d'aconseguir la independència de l'Àfrica del sud-oest. Tot i que la SWAPA no va aconseguir generar molts suports més enllà dels cercles intel·lectuals, va ser el primer cos nacionalista que reclamava la defensa dels interessos de tots els negres del país, sense diferenciar segons tribu o llengua. Els activistes de la SWAPA eren principalment estudiants i professors hereros, així com membres negres de l'emergent intel·liguèntsia de Windhoek. Mentrestant, es va formar el Congrés del Poble d'Ovamboland (més tard Organització del Poble d'Ovamboland -Ovamboland People's Organisation- o OPO), principalment per part de nacionalistes entre els treballadors d'origen ovambo que vivien a Ciutat del Cap. La constitució de l'OPO citava la consecució d'un tutelatge de les Nacions Unides i la posterior independència de l'Àfrica del sud-oest com els seus objectius principals. Es va proposar la constitució d'un moviment unificat que inclouria la politització dels treballadors ovambo del nord de l'Àfrica del sud-oest, axií com dels estudiants herero, resultant en la unificació de la SWAPA i l'OPO en la Unió Nacional del Sud-oest Africà (South West African National Union, SWANU), el 27 de setembre de 1959.

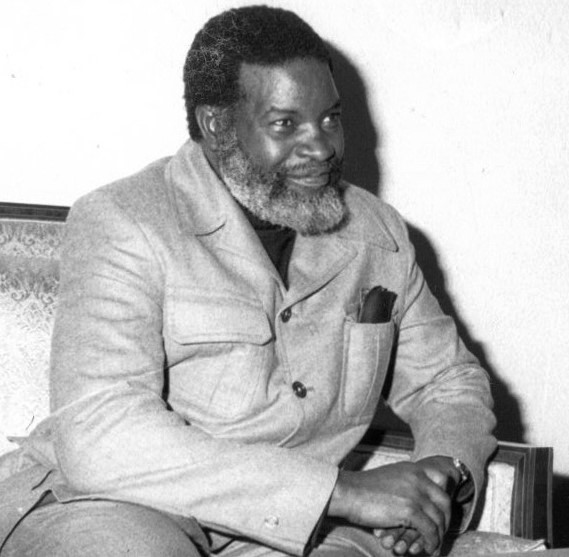
Sam Nujoma, fundador i líder de l'OPO i, posteriorment, de la SWAPO.

El desembre de 1959, el govern sud-africà va anunciar que reallotjaria forçosament els residents d'Old Location, una barriada negra situada prop del centre de la ciutat de Windhoek, en concordança amb la nova legislació apartheid. La SWANU va respondre organitzant manifestacions massives i boicots als autobusos el 10 de desembre; en la confrontació que va seguir, la policia sud-africana va obrir foc contra els manifestants, provocant la mort d'onze civils. En el marc de l'incident d'Old Location, l'OPO va decidir sortir de la SWANU, exposant les seves diferències amb el lideratge herero de l'organització, que aleshores estaven fent peticions als delegats de la ONU a Nova York. Com que les Nacions Unides i els potencials suports estrangers eren recelosos de qualsevol implicació que pogués tenir el tribalisme, i havien reaccionat positivament a la SWANU per la seva definició de representar tot el poble de l'Àfrica del sud-oest en conjunt, l'OPO va decidir rebatejar-se com l'Organització del Poble del Sud-Oest Africà (South West African People's Organisation, SWAPO). Més tard obriria els seus càrrecs a qualsevol afr`ca del sud-oest favorable als seus objectius.
Els líders de la SWAPO, aviat, van començar a visitar l'estranger per mobilitzar suports per aconseguir els seus objectius entre la comunitat internacional, principalment entre els estats africans que havien aconseguir la seva independència recentment. El moviment va aconseguir el seu millor èxit diplomàtic quan va ser reconegut per Tanzània i va rebre permís per obrir una oficina representativa a Dar es Salaam. El primer manifest, publicat el juliol de 1960, era molt similar al que havia publicat la SWANU. Els dos demanaven l'abolició del colonialisme i totes les formes de racisme, la promoció del panafricanisme, i cridaven a l'"avenç econòmic, social i cultural" dels africans del sud-oest. No obstant, la SWAPO encara va anar més enllà demanant la independència immediata sota la direcció de la majoria negra, essent garantia en una data no més tard del 1963. Acceptant que no tenien les capacitats ni el personal competent per dirigir el país per si mateixos, la SWAPO proposava un període de transició durant el qual altres africans serien delegats, per part de les Nacions Unides, cedir les seves experiències administratives i tècniques, fins que els negres de l'Àfrica del sud-oest rebessin la instrucció adequada en matèries de govern mitjançant agències de les Nacions Unides no especificades. El manifest de la SWAPO també prometia el sufragi universal, la creació de programes de benestar, la sanitat gratuita, l'educació pública gratuita, la nacionalització de la major part de la indústria, la redistribució forçosa de les terres propietat d'estrangers "en concordança amb els principis de propietat comunal africans".
En comparació amb la SWANU, el potencial de la SWAPO per aconseguir influència política a l'Àfrica del sud-oest era més limitada, de manera que era més probable que acceptés la insurrecció armada com un mitjà principal per aconseguir els seus objectius. Els líders de la SWAPO també van exposar que la decisió de prendre les armes contra els sud-africans demostraria el seu major compromís amb la causa nacionalista. Això també distingiria la SWAPO de la SWANU a ulls dels suports internacionals, situant-los com l'avantguarda genuïna de la lluita per la independència de Namíbia, així com el receptor legítim de cap material d'assistència que vingués en el futur. Model·lat a imatge de l'Umkhonto we Sizwe, el braç armat del Congrés Nacional Africà, la SWAPO va formar l'Exèrcit d'Alliberament del Sud-oest Africà (South West African Liberation Army, SWALA), el 1962. Els primers set membres de la SWALA van ser enviats des de Dar Es Salaam a Egipte i a la Unió Soviètica, on van rebre instrucció militar. Qquan van tornar van començar a entrenar guerrillers en un campament improvisat establert per acollir refugiats africans del sud-oest al districte de Kongwa, a Tanzània.

### Tensions de la Guerra Freda i militarització de la frontera
L'augment de les probabilitats de l'esclat d'un conflicte armat a l'Àfrica del sud-oest va tenir moltes implicacions en la política exterior internacional, tant al bloc occidental com al soviètic. Abans d'acabar la dècada de 1950, la política de defensa de Sud-àfrica havia estat influenciada per la política internacional de la Guerra Freda, inclosa la teoria del dòmino i la por a una amenaça militar convencional per part dels soviètics sobre l'estratègica ruta comercial del Cap, que unia els oceans Atlàntic i Índic. El diplomàtic sud-africà Charles Theodore Te Water, que va ser rebut pel president Harry S. Truman el 1949 als Estats Units, fins i tot va proposar al seu govern que s'afegís a l'Organització del Tractat de l'Atlàntic Nord (OTAN). Acotant que el país s'havia convertit en la principal font mundial d'urani, el Departament d'Afers Exteriors de Sud-àfrica va raonar que "si actuem sols, Sud-àfrica es pot veure implicada en qualsevol guerra entre l'Est i l'oest". El primer ministre Malan va adoptar el punt de vista en què l'Àfrica colonial es veia directament amenaçada pels sovèitcs, o com a mínim per l'agitació comunista finançada pels soviètics, fet que incrementava la possibilitat d'una nova guerra europea. Així, Malan va promoure un Pacte Africà, similar a l'OTAN, liderat per Sud-àfrica i els poders colonials europeus. Aquest pacte, no obstant, no va arribar a port a conseqüència de l'oposició internacional que generava l'apartheid, així com per les sospitoses maniobres militars que Sud-àfrica realitzava a la Commonwealth britànica.
La participació de Sud-àfrica a la Guerra de Corea va provocar un acostament en les relacions entre Malan i els Estats Units, tot i la crítica que els nord-americans feien a les polítiques d'apartheid. Fins a principis de la dècada de 1960, el suport estratègic i militar a Sud-àfrica estava considerat un component integral de la política exterior dels Estats Units al sud del continent africà, i existia una corrent constant de tecnologia defensiva des de Washington a Pretòria. Els interessos americans i europeus en la defensa d'Àfrica, en cas d'una hipotètica invasió comunista externa, es van dissipar quan es va fer evident que la carrera armamentista nuclear convertia la guerra convencional global en poc probable. L'èmfasi es va centrar, aleshores, en prevenir la subversió comunista interna i la infiltració mitjançant guerres subsidiàries, més que no pas una agressió soviètica.

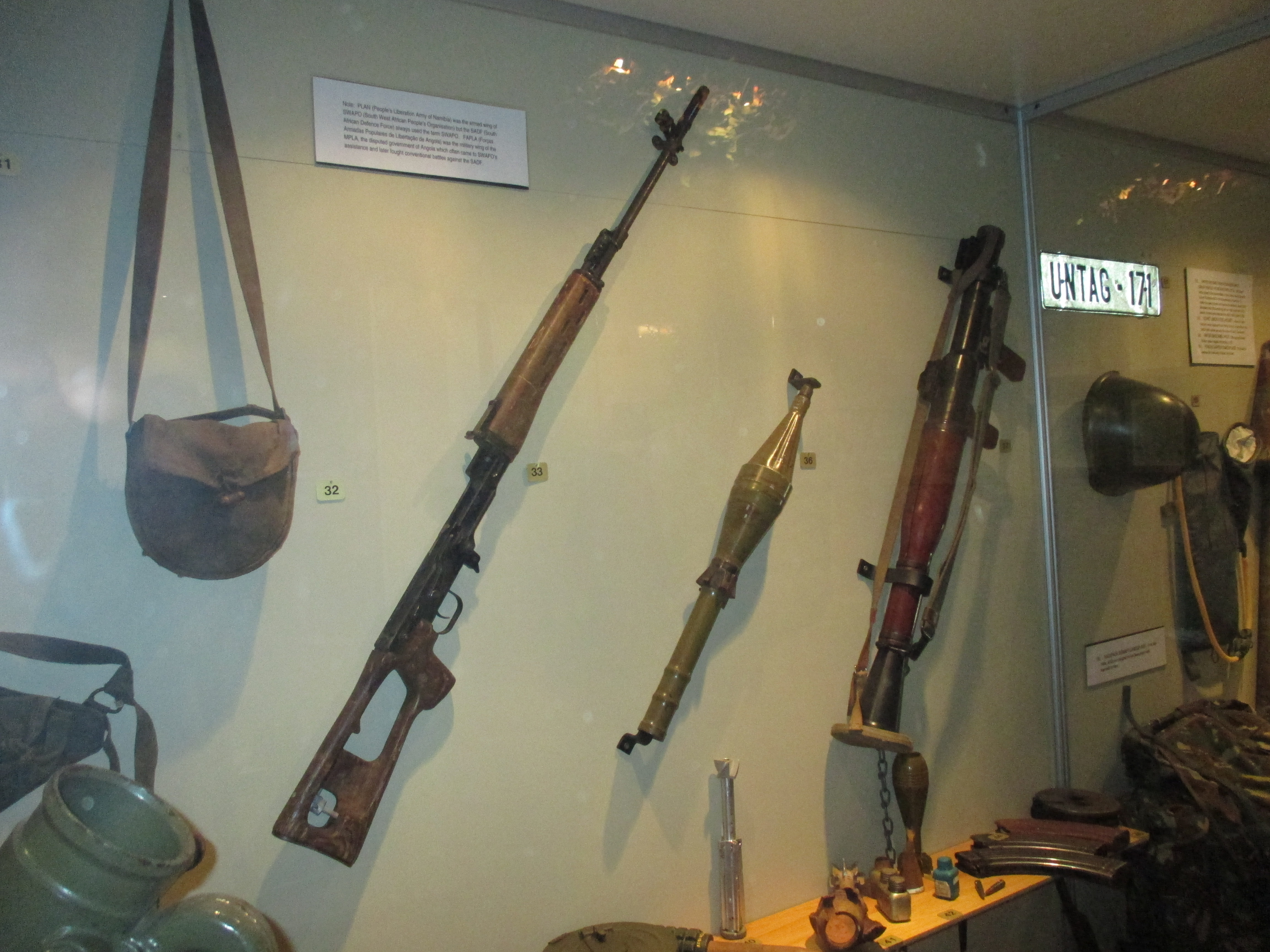
Equipament d'origen soviètic entregat a la SWAPO. D'esquerra a dreta: bandolera, fusell de franctirador Dragunov, projectil de PG-7V RPG i llançacoets RPG-7.

L'arribada de la descolonització global, així com el subseqüent augment de la prominència de la Unió Soviètica entre diversos dels nous estats africans independents, es va veure amb por per part del govern sud-africà. Diversos polítics del Partit Nacional van començar a exposar que només era qüestió de temps abans no haguessin de fer front a moviments insurgents, finançats per la Unió Soviètica, a les seves fronteres. Les regions frontereres de l'Àfrica del sud-oest, principalment Caprivi Oriental, van convertir-se en el centre d'unes maniobres aèries i terrestres massives de les Forces de Defensa de Sud-àfrica (SADF), així com de l'augment de les patrulles de frontera. Un any abans que la SWAPO decidís enviar els seus primers reclutes de la SWALA a l'estranger per entrenar-se en la guerra de guerrilles, Sud-àfrica va establir uns punts avançats fortificats de la policia al Caprivi Oriental, amb el propòsit exprés de combatre la insurgència. Quan les tropes del SWALA, armades i entrenades pels soviètics, van començar a operar a l'Àfrica del sud-oest, el Partit Nacional va considerar que les seves pors davant d'una guerra subsidiària, finalment, s'havien fet realitat.
La Unió Soviètica va interessar-se molt en els moviments independentistes a l'Àfrica, i en un primer moment va esperar que el cultiu d'estats socialistes clients al continent negaria recursos econòmics i estratègics a Occident. L'entrenament soviètic de la SWALA, així, no se centrava només a qüestions tàctiques, sinó que també tocava qüestions com la teoria política marxista-leninista i els procediments per establir una infraestructura política i militar efectiva. Com a resultat, els quadres de la SWALA eren a tots els efectes militants polítics armats. Alguns d'ells també van ser escollits per rebre instrucció especialitzada en disciplines que variaven des del reconeixement sobre el terreny fins al sabotatge. Addicionalment, la Unió Soviètica aviat es va convertir en el principal proveïdor de la SWALA d'armes i finançament. Les armes proveïdes entre el 1962 i el 1966 van incloure subfusells PPSh-41 i pistoles TT-33, les quals s'adequaven molt bé a l'estratègia bèl·lica no convencional dels insurgents.
Tot i la creixent relació amb la SWAPO, la Unió Soviètica no considerava que l'Àfrica meridional fos una prioritat estratègica a mitjans de la dècada de 1960, principalment per la seva preocupació en altres indrets del continent i a l'Orient mitjà. Tot i així, la percepció de Sud-àfrica com un aliat regional d'occident i bastió del neocolonialisme van ajudar els soviètics a donar suport al moviment nacionalista. Moscou també va aprovar la decisió de la SWAPO d'adoptar la guerra de guerrilles perquè no era optimista davant cap solució al problema de l'Àfrica del sud-oest, a part del conflicte revolucionari. Aquesta visió xocava amb el punt de vista dels governs occidentals, els quals es van oposar a la formació de la SWALA i van ignorar les peticions escrites demanant ajuda militar.

## Inici de la insurgència (1964–1974)

### Primeres incursions guerrilleres
El novembre de 1960, Etiòpia i Libèria van sol·licitar formalment al TIJ una sentència vinculant, més que no pas una opinió consultiva, sobre la qüestió de si Sud-àfrica encara estava capacitada per governar Àfrica del sud-oest. Els dos estats van deixar clar que consideraven l'implementació de l'apartheid una violació de les obligacions de Pretòria com a poder mandant. El govern del Partit Nacional va rebutjar aquestes acusacions exposant que Etiòpia i Libèria no tenien interessos legals suficients com per presentar un cas relatiu a l'Àfrica del sud-oest. Aquest argument es va veure rebatut quan, el 21 de desembre de 1962, el Tribunal Internacional va sentenciar que, com a antics estats membres de la Societat de Nacions, les dues parts tenien dret per instituir aquests procediments. Mentrestant, la SWALA va seguir amb els seus preparatius per iniciar la lluita armada.
Al voltant del març de 1962, el president de la SWAPO, Sam Nujoma, va visitar els camps de refugiats del partit a Tanzània, on va descriure les seves peticions més recents per aconseguir la independència de l'Àfrica del sud-oest tant al moviment d'estats no alineats com a les Nacions Unides. Va exposar que la independència era poc probable en un futur proper, preveient "una lluita llarga i amarga". Nujoma va dirigir, personalment, a dos exiliats de Dar es Salaam, Lucas Pohamba i Elia Muatale, perquè tornessin a l'Àfrica del sud-oest, s'infiltressin a Ovamboland, i enviessin més reclutes potencials per la SWALA. Els anys següents Pohamba i Muatale van aconseguir reclutar centenars de voluntaris de la regió de l'Ovamboland, la majoria dels quals van salpar cap a l'Europa oriental per rebre entrenament com a guerrillers. Entre el juliol de 1962 i l'octubre de 1963, la SWAPO va negociar aliances militars amb altrees moviments anticolonialistes, principalment a Angola. També va absorbir el grup separatista anomenat Unió Nacional Africana de Caprivi (Caprivi African National Union, CANU), la qual havia estat formada per comabtre el poder sud-africà al Caprivi Oriental. Fora del bloc soviètic, Egipte també va continuar entrenant personal de la SWALA. Cap al 1964, alguns reclutes també eren enviats a Ghana, Algèria, la República Popular de la Xina i Corea del Nord, amb l'objectiu que fossin entrenats militarment. El juny d'aquell any, la SWAPO va confirmar que estava compromesa irrevocablement amb el curs de la revolució armada.
La formació del Comitè d'Alliberament de l'Organització per a la Unitat Africana (Organisation of African Unity, OAU) encara va enfortir més la posició internacional de la SWAPO, iniciant una etapa sense precedents de declivi polític de la SWANU. El Comitè d'Alliberament havia aconseguit, aproximadament, unes £20,000 lliures en concepte de contribució obligatòria per part dels estats membres de la OAU; aquests fons es van oferir als dos moviments nacionalistes de l'Àfrica del sud-oest. Tot i així, la SWANU no estava disposada a garantir que compartiria aquests diners per participar en la lluita armada, motiu pel qual es va decidir cedir el fons a la SWAPO. En aquell punt, la OAU va decidir retirar el seu reconeixement de la SWANU, deixant a la SWAPO com l'únic beneficiari de la legitimitat panafricana. Amb l'assistència de la OAU, la SWAPO va obrir oficines diplomàtiques a Lusaka, El Caire i Londres. Aleshores la SWANU es va embarcar en un programa de deu anys per alçar el seu propi exèrcit guerriller.
El setembre de 1965, la primera unitat de sis guerrillers de la SWALA, identificada simplement com "Grup 1", va sortir del camp de refugiats de Kongwa per infiltrar-se a l'Àfrica del sud-oest. El Grup 1 es va desplaçar primer a Angola, des d'on va travessar la frontera fins a arribar al Caprivi Oriental. Allí hi va desenvolupar tasques de reconeixement passiu, però no van fer cap intent per enfrontar-se a les forces de seguretat sud-africanes. Encoratjats per l'aparent incapacitat dels sud-africans per detectar aquesta primera incursió, es van enviar grups guerrillers més nombrosos que van intentar infiltrar-se entre el febrer i el març de 1966. La segona unitat, "Grup 2", estava liderada per Leonard Philemon Shuuya, també conegut pels seus noms de guerra "Castro" o "Leonard Nangolo". El Grup 2, aparentment, es va perdre a Angola abans que pogués travessar la frontera, i la unitat es va dispersar després d'un incident en què els guerrillers van matar a dos comerciants i a un vagabund. Tres van ser arrestats per les autoritats colonials portugueses a Angola, gràcies a la informació que els va facilitar els civils locals. Vuit més, incloent Shuuya, van ser capturats entre el març i el maig per la policia sud-africana, aparentment a Kavangoland. Shuuya, més endavant, retornaria a Kongwa, assegurament que havia escapat després del seu arrest. Va ajudar a planejar dues intervencions més: una tercera unitat de la SWALA va entrar a Ovamboland aquell juliol, mentre que la quarta estava programat que la seguís el setembre.
Mentre estàvem esperant el judici del TIJ a la Haia, l'entrenament de lluitadors era una precaució, més que no pas una preparació directa per una acció immediata... esperàvem que el resultat del cas seria en el nostre favor. Mentre teniem aquesta esperança, no volíem iniciar mètodes violents. No obstant, la sentència ens ha deixat freds, i el què havíem preparat per una espècie de realitat fictícia [sic], de cop s'ha convertit en la freda i dura realitat per nosaltres. Prenem les armes, no tenim cap altra opció. 
El 18 de juliol de 1966, El TIJ va sentenciar que no tenia autoritat per decidir sobre la qüestió de l'Àfrica del sud-oest. A més, el tribunal va trobar que, tot i que Etiòpia i Libèria tenien locus standi per instituir procediments en la matèria, cap tenia suficients interessos legals per encapçalar un judici de mèrits amb relació a l'Àfrica del sud-oest. Aquesta sentència va ser rebuda amb molta indignació tant per la SWAPO com per la OAU. Els dirigents de la SWAPO van emetre, immediatament, una declaració a Dar es Salaam declarant que no tenien "cap alternativa tret d'alçar-se en armes" i "creuar rius de sang" en la seva marxa cap a la llibertat. Al rebre les notícies, la SWALA va augmentar els seus moviments insurgents. La seva tercera unitat, que s'havia infiltrat a Ovamboland el juliol, va atacar granjes propietat de blancs, percebuts pels líders tradicionals de l'Ovambo com agents de Sud-àfrica, i un enclavament fronterer. Els guerrillers van edificar un campament a Omugulugwombashe, una de les cinc bases potencials identificades pel primer equip de reconeixement de la SWALA, des d'on s'havia d'entrenar els futurs reclutes. Allí hi van tenir fins a trenta voluntaris locals entre el setembre de 1965 i l'agost de 1966. La intel·ligència sud-africana va tenir constància d'aquest camp a mitjans de 1966, identificant-ne la seva localització general. El 26 d'agost de 1966 va tenir lloc el primer gran enfrontament, quan paracaigudistes sud-africans i unitats de la policia paramilitar van executar l'Operació Blouwildebees, amb l'objectiu de capturar o matar els insurgents. Els membres de la SWALA hadvien cavat trinxeres al voltant d'Omugulugwombashe per establir una línia de defensa, però van ser atacats per sorpresa i la majoria dels seus membres van ser ràpidament superats. Els sud-africans van matar dos guerrillers, en van ferir un i van capturar-ne vuit més. Aquest enfrontament és considerat, en general, com l'inici del què es va conèixer a Sud-àfrica com la Guerra de la frontera i, segons la SWAPO, marca oficialment l'inici de la seva lluita armada revolucionària. Els mesos següents, la guerrilla va respondre atacant Oshikango i emboscant una patrulla policial.
L'Operació Blouwildebees va provocar acusacions de traïció entre els rangs dirigents de la SWALA. Segons els registres de les forces armades sud-africanes, un informador no identificat havia acompanyat les forces de seguretat durant l'atac. Sam Nujoma va suposar que un dels vuit guerrillers de la segona unitat, els que havien estat detinguts a Kavangoland, era un espia sud-africà. Les investigacions ràpidament es van centrar en Leonard "Castro" Shuuya. La SWALA va patir un segon revés important el 18 de maig de 1967 quan Tobias Heinyeko, el seu comandant, va morir a mans de la policia sud-africana. Heinyeko i la seva unitat havien intentat creuar el riu Zambezi, com a part d'un reconeixement general amb l'objectiu d'obrir noves línies de comunicació entre el front, a l'Àfrica del sud-oest, i els líders polítics de la SWAPO, que es trobaven a Tanzània. Van ser interceptats per una patrula sud-africana, i en el tiroteig que va seguir Heinyeko va morir, mentre que dos policies van quedar greument ferits. Els rumors sobre la lleialtat de Shuuya van reaparèixer, i finalment va ser destituït i detingut.
En les setmanes que van seguir a l'operació d'Omugulugwombashe, Sud-àfrica va detenir trenta-set polítics de la SWAPO, destacant els casos d'Andimba Toivo ya Toivo, Johnny Otto, Nathaniel Maxuilili i Jason Mutumbulua. Juntament amb els guerrillers de la SWALA, van ser empresonats a Pretòria fins al juliol de 1967, quan van ser tots acusats retroactivament mitjançant la Llei sobre Terrorisme. L'estat els va acusar de revolucionaris comunistes que buscaven establir un règim estalinista, amb el suport de la Unió Soviètica, a l'Àfrica del sud-oest. En el què va acabar coneixent-se com el "Judici dels Terroristes de 1967", sis dels acusats van ser trobats culpables de cometre violència en l'acte de la insurrecció, amb la resta essent condemnats per intimidació armada, o de rebre entrenament militar amb l'objectiu de cometre insurrecció. Durant el judici, els acusats van intentar rebatre les acusacions de formar part d'una trama comunista. Tots ells, menys tres, van rebre sentències que anaven des dels cinc anys de presó fins a la cadena perpètua a Robben Island.

### Expansió de l'esforç bèl·lic i ús de mines
La derrota a Omugulugwombashe i la pèrdua de Tobias Heinyeko va obligar a la SWALA a revaluar les seves tàctiques. Les unitats guerrilleres van començar a operar en grups més nombrosos per incrementar la possibilitat de sobreviure en els enfrontaments contra les forces de seguretat, centrant de nou els seus esforços en infiltrar-se entre la població civil. Disfressats com camperols, les unitats de la SWALA podien desplaçar-se pel territori i observar les patrulles sud-africanes sense cridar l'atenció. Aquest fet també aportava un avantatge logístic, ja que els guerrillers només necessitaven els subministraments que poguessin carregar a camp obert; els membres de la SWALA depenien de la població civil per aconseguir menjar, aigua i qualsevol altra necessitat. El 29 de juliol de 1967, la SADF (la força de defensa sud-africana) va rebre la notificació que un gran nombre de membres de la SWALA s'estaven reunint a Sacatxai, un assentament situat gairebé a cent-trenta quilòmetres al nord de la frontera, a l'interior d'Angola. Bombarders T-6 Harvard sud-africans van bombardejar el sector el dia 1 d'agost següent. Tot i així, la majoria dels seus objectius perseguits van aconseguir escapar, i l'octubre de 1968 dues unitats de la SWALA van travessar la frontera fins a arribar a Ovamboland. Aquesta incursió va ser tant poc productiva com les precedents, i cap al final d'aquell any 178 insurgents havien estat morts o empresonats per part de la policia.
Durant la dècada de 1950 i bona part de la de 1960, es va implementar a Sud-àfrica un sistema de servei militar limitat que funcionava per la fórmula de la loteria, amb l'objectiu de complir amb les necessitats de la defensa nacional. Cap al 1967, el govern del Partit Nacional va establir la conscripció universal per tots els homes sud-africans blancs, ja que la SADF es va ampliar per fer front a l'increment de l'amenaça insurgent. A partir del gener de 1968, es produïen dues altes anuals de reclutes per realitzar nou mesos d'entrenament militar. L'atac aeri de Sacatxai també va marcar un canvi fonamental en la tàctica sud-africana, ja que la SADF havia demostrat, per primera vegada, que no tenia cap recança per atacar la SWALA en territori estranger. Tot i que Angola encara era, en aquell moment, una província ultramarina de Portugal, Lisboa va acceptar la petició de la SADF de realitzar campanyes punitives per tota la frontera. El maig de 1967 Sud-àfrica va establir una nova instal·lació a Rundu per coordinar les operacions conjuntes entre la SADF i les Forces Armades Portugueses, a més de crear d'ues oficines d'enllaç a Menongue i Cuito Cuanavale.
A mesura que s'intensificava la guerra, el cas de l'annexió per part de Sud-àfrica va continuar declinant a nivell de la comunitat internacional, coincidint amb una onada sense precedents de simpatia per la SWAPO. Tot i les opinions emeses pel TIJ i el rebuig del cas presentat per Etiòpia i Libèria, les Nacions Unides van declarar que Sud-àfrica havia fallat en les seves obligacions d'assegurar l'estabilitat moral i material dels habitants indígenes de l'Àfrica del sud-oest i que, per tant, no havia complert el seu propi mandat. Així, la ONU va assumir que el mandat es donava per finalitzat, fet que provocava que Sud-àfrica ja no tenia dret a administrar el territori i que, conseqüentment, l'Àfrica del sud-oest quedava sota responsabilitat directa de l'Assemblea General. Es va crear el càrrec de comissari de les Nacions Unides per l'Àfrica del sud-oest, així com un consell ad hoc, destinats a realitzar recomanacions pràctiques per crear una administració local. El govern sud-africà va assegurar que no reconeixeria cap jurisdicció de la ONU en relació amb el mandat i va refusar emetre visats al comissari o al consell. El 12 de juny de 1968 l'Assemblea General va adoptar una resolució que proclamava que, d'acord amb el desig del seu poble, l'Àfrica del sud-oest seria reanomenada com Namíbia. La Resolució 269 del Consell de Seguretat de les Nacions Unides, adoptada l'agost de 1969, 
declarava que la continuïtat de l'ocupació de Namíbia per part de Sud-àfrica era il·legal. En reconeixement de la decisió de les Nacions Unides, la SWALA va ser rebatejada com Exèrcit Popular d'Alliberament de Namíbia (People's Liberation Army of Namibia, PLAN).

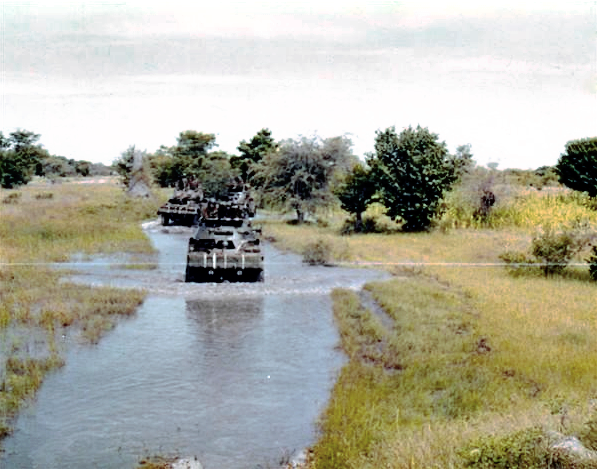
Columna blindada sud-africana a Ohangwena, Ovamboland, dècada de 1970. Les columnes mecanitzades com aquesta eren l'objectiu principal de les emboscades i les mines del PLAN.

Per mantenir la iniciativa militar, la SWAPO va discutir, durant un congrés consultiu celebrat entre el 1969 i el 1970 a Tanzània, l'adopció per part del PLAN de mines terrestres com a estratègia bèl·lica. Els líders del PLAN van donar suport a la iniciativa de desplegar mines com a mitjà per compensar la seva inferioritat en la majoria dels aspectes convencionals, en relació amb les forces de seguretat sud-africanes. Poc després, el PLAN va començar a comprar mines TM-46 a la Unió Soviètica, dissenyades per inutilitzar tancs, i a produir algunes "mines de butxaca" casolanes amb TNT per atacar persones. Aquestes mines van ser situades estratègicament al voltant de les carreteres per tenir un impacte sobre els combois policials i obligar-los a desplegar-se abans d'una emboscada; els guerrillers també van situar-ne al voltant de les seves rutes d'infiltració al llarg de la frontera amb Angola. La proliferació de mines a l'Àfrica del sud-oest, en un primer moment, va resultar en l'increment de baixes entre la policia, i es convertiria en una de les característiques més destacades de l'esforç bèl·lic del PLAN durant les dues dècades següents.
El 2 de maig de 1971, una furgoneta policial va impactar amb una mina, probablement una TM-46, al Caprivi Oriental. L'explosió resultant va deixar un cràter a la carretera d'uns dos metres de diàmetre i va llançar el vehicle pels aires, matant dos agents de policia i ferint-ne nou més. Aquest va ser el primer incident relacionat amb les mines registrat en terrent de l'Àfrica del sud-oest. L'octubre de 1971 un altre vehicle policial va detonar una mina situada als afores de Katima Mulilo, ferint quatre agents. L'endemà, un cinquè policia va ser ferit mortalment quan va trepitjar una segona mina situada just al costat de la primera. Aquest cas reflecteix perfectament la nova tàctica del PLAN, consistent en situar mines anti-persona al costat de les mines antitancs per matar policies o soldats ocupats en tasques de detecció preliminar de mines o inspeccionant l'escena d'una explosió prèvia. El 1972 Sud-àfrica va fer pública la mort de dos policies, així com la baixa de tres més per les ferides causades per les mines. La SWAPO estimava que les baixes sud-africanes eren considerablement més altes, ja que els seus propis informes sobre el terreny indicaven que, entre el mar´i el juliol de 1972, tretze mines col·locades pel PLAN havien estat detonades. Algunes d'aquestes, no obstant, podrien haver estat detonades per civils a peu o en cotxe.
La proliferació de mines al Caprivi i en altres àrees rurals va crear una preocupació rellevant al govern sud-africà, ja que era relativament senzill per part dels membres del PLAN col·locar-les amb una possibilitat remota de detecció. La neteja de les carreteres de mines, mitjançant l'ús de detectors, era possible, però era una tasca molt lenta i poc pràctica, tenint en compte la necessitat de moviment de la policia o per mantenir obertes les rutes per la població civil. La SADF disposava de cert equipament per detectar mines, incloent arades muntades en tancs, però tampoc es consideraven pràctics. Les vastes distàncies de carreteres vulnerables als sapadors del PLAN eren tant grans que feien impossible la detecció i neteja diària que es requeria. Per la SADF i la policia, l'única opció viable que quedava era l'adopció de transports blindats de personal amb proteccions anti-mines, que es podien moure per les carreteres amb poc risc pels seus passatgers, fins i tot en cas que s'impactés amb una mina. Això va acabar per provocar el desenvolupament d'un nou tipus de vehicle militar, el vehicle resistent a mines i protegit d'emboscades (mine resistant and ambush protected vehicle, MRAP). A finals del 1972, la policia sud-africana realitzava la majoria de les seves patrulles pe Caprivi Oriental transportats en vehicles a prova de mines.

### Malestar polític a l'Ovamboland
El juny de 1970 es va aprovar la Resolució 283 del Consell de Seguretat de les Nacions Unides, exigint a tots els estats membres de les Nacions Unides que tanquessin o, en tot cas, no obrissin oficines diplomàtiques o consulars a l'Àfrica del Sud-oest. Aquesta resolució també recomanava l'aturada d'inversions, el boicot i sancions voluntàries al territori, sempre que es mantingués sota poder de Sud-àfrica. A la llum d'aquests esdeveniments, el Consell de Seguretat sol·licitava una opinió consultiva del TIJ sobre "les conseqüències legagls pels estats en la presència continuada de Sud-àfrica a Namíbia". En un primer moment, aquest seguit d'accions va comptar amb l'oposició de la SWAPO i la OAU, principalment perquè els seus delegats temien una nova sentència inconclusiva, com la que es va emetre el 1966 i que havia enfortit la postura sud-africana d'una annexió del territori. No obstant, va prevaldre l'opinió del Consell de Seguretat, que considerava que la composició dels jutges havia canviat des d'aquell any, i que ara era d'esperar una postura més favorable al moviment nacionalista. A petició de les Nacions Unides, la SWAPO va rebre el permís per participar, de manera informal, en el tribunal, i fins i tot de ser membre observador a la mateixa sala penal.
El 21 de juny de 1971, el TIJ va revertir la seva decisió anterior de no sentenciar sobre la legalitat del mandat de Sud-àfrica, i va expressar la seva opinió que la perpetuació continuada de l'esmentat mandat era il·legal. A més, el tribunal va trobar que Pretòria estava obligada a retirar immediatament la seva administració i que, en cas de no fer-ho, els estats membres de les Nacions Unides es veurien obligats a aturar qualsevol acord polític o econòmic que pogués implicar el reconeixement de la presència del govern sud-africà allí. El mateix dia que es va fer pública la sentència del TIJ, el primer ministre de Sud-àfrica, B. J. Vorster la va rebutjar per estar "motivada políticament", sense basar-se en cap fet. No obstant, aquesta decisió va inspirar als bisbes de l'Església Evangèlica Luterana d'Ovambo-Kavango a redactar una carta oberta per Vorster en la que denunciava l'apartheid i el continuat govern de Sud-àfrica. Aquesta carta va ser llegida en totes les congregacions luteranes negres del territori, així com en moltes parròquies catòliques i anglicanes. La principal conseqüència del contingut de les cartes va ser un increment de la militància entre la població negra, especialment entre el poble ovambo, els quals es van convertir en la majoria dels seguidors de la SWAPO. Al llarg de l'any es van realitzar nombroses manifestacions massives contra govern de Sud-àfrica en moltes de les escoles de la regió de l'Ovamboland.